# Чорна стріла
«Чорна стріла» (англ. Black Arrow: A Tale of the Two Roses) — роман Роберта Луїса Стівенсона, окремо виданий 1888 року. Вперше був опублікований 1883 року у складі серії оповідань «Історії танстоллського лісу» («A Tale of Tunstall Forest») .Роман друкувався під псевдонімом капітан Джордж Норт (англ. Captain George North) .

## Сюжет
В романі розповідається історія Річарда (Діка) Шелтона. Дія відбувається у часи війни Червоної та Білої троянд. Розбійники у Танстоллському лісі під керівництвом Елліса Декворта, що вбивають своїх ворогів чорними стрілами, викликають у Шелтона підозру, що його покровитель, сер Даніель Бреклі, винний у вбивстві його батька. Підозр Шелтона достатньо, щоб сер Даніель спробував його убити, тож Шелтону доводиться тікати та приєднатись до розбійників Чорної стріли. Він виявляється втягнутим до війни.

## Дійові особи
- Річард (Дік) Шелтон англ. Richard (Dick) Shelton
- Джоанна Седлі англ. Joanna Sedley
- Елліс Декворт англ. Ellis Duckworth
- Сер Даніель Бреклі англ. Sir Daniel Brackley
- Сер Олівер
- Беннет Хетч
- Еппльярд
- Мілорд Фоксем (Йорки)
- Річард Глостер

## Місце дії
- Танстоллський ліс англ. Tunstall Forest (англ. Tunstall, Suffolk)

## Цікаві факти
У примітках до основного тексту Р. Л. Стівенсон вказує:
"У той час, коли відбувались події, змальовані у романі, Річард Горбун ще не був герцогом Глостерським; у нашому романі, Річард Горбун ще не був герцогом Глостерським; але, з дозволу читача, ми будемо його так називати для більшої ясності."
Річард у творі вже дорослий, командує військами. Але дія роману відбувається між травнем 1460 та січнем 1461 року. Річарду виповнилось 8 у жовтні 1460 року. Титул герцога Глостерського він отримає тільки у 9 років.